# Skoky do vody na mistrovství Evropy v plaveckých sportech 1991
Závody v skocích do vody na mistrovství Evropy v plaveckých sportech za rok 1991 proběhly v Athénách, Řecko ve dnech 17. až 25. srpna 1991.

## Československá stopa
Československo reprezentovala Heidemarie Bártová (*1965) z pražského klubu USK. V skocích z 1 m prkna obsadila ze 17 závodnic 5. místo. V skocích z 3 m prkna obsadila ze 19 závodnic 4. místo. Šéftrenérkou reprezentace byla Marie Čermáková.

## Výsledky
| Muži              | Zlato                    | Zlato  | Stříbro                | Stříbro | Bronz                    | Bronz  |
| ----------------- | ------------------------ | ------ | ---------------------- | ------- | ------------------------ | ------ |
| Skoky z 1 m prkna | Andrej Semeňuk (URS)     | 395,19 | Peter Böhler (GER)     | 383,76  | Edwin Jongejans (NED)    | 359,64 |
| Skoky z 3 m prkna | Albin Killat (GER)       | 639,45 | Joakim Andersson (SWE) | 597,03  | Davide Lorenzini (ITA)   | 596,28 |
| Skoky z 10 m věže | Vladimir Timošinin (URS) | 606,21 | Dmitrij Sautin (URS)   | 602,22  | Robert Morgan (GBR)      | 578,67 |
| Ženy              | Zlato                    | Zlato  | Stříbro                | Stříbro | Bronz                    | Bronz  |
| Skoky z 1 m prkna | Brita Baldusová (GER)    | 282,54 | Irina Lašková (URS)    | 269,52  | Conny Schmalfußová (GER) | 238,50 |
| Skoky z 3 m prkna | Irina Lašková (URS)      | 524,97 | Vera Iljinová (URS)    | 513,03  | Brita Baldusová (GER)    | 498,03 |
| Skoky z 10 m věže | Jelena Mirošinová (URS)  | 453,90 | Inga Afoninová (URS)   | 423,29  | Ute Wetzigová (GER)      | 382,47 |

## Medailová bilance
Ve skocích do vody se rozdělilo celkem 6 sad medailí.
| Pořadí | Stát                     |       | Muži    | Muži  | Muži  |         | Ženy  | Ženy  | Ženy    |       | Muži + Ženy | Muži + Ženy | Muži + Ženy | Celkem |
| Pořadí | Stát                     | Zlato | Stříbro | Bronz | Zlato | Stříbro | Bronz | Zlato | Stříbro | Bronz |             |             |             | Celkem |
| ------ | ------------------------ | ----- | ------- | ----- | ----- | ------- | ----- | ----- | ------- | ----- | ----------- | ----------- | ----------- | ------ |
| 1.     | Sovětský svaz (URS)      |       | 2       | 1     | 0     |         | 2     | 3     | 0       |       | 4           | 4           | 0           | 8      |
| 2.     | Německo (GER)            |       | 1       | 1     | 0     |         | 1     | 0     | 3       |       | 2           | 1           | 3           | 6      |
| 3.     | Švédsko (SWE)            |       | 0       | 1     | 0     |         | 0     | 0     | 0       |       | 0           | 1           | 0           | 1      |
| 4.     | Nizozemsko (NED)         |       | 0       | 0     | 1     |         | 0     | 0     | 0       |       | 0           | 0           | 1           | 1      |
| 4.     | Itálie (ITA)             |       | 0       | 0     | 1     |         | 0     | 0     | 0       |       | 0           | 0           | 1           | 1      |
| 4.     | Spojené království (GBR) |       | 0       | 0     | 1     |         | 0     | 0     | 0       |       | 0           | 0           | 1           | 1      |
| Celkem | Celkem                   |       | 3       | 3     | 3     |         | 3     | 3     | 3       |       | 6           | 6           | 6           | 18     |